# José Azueta
Luis Felipe José Azueta Abad (Acapulco, Guerrero; 2 de mayo de 1895-Veracruz, Veracruz; 10 de mayo de 1914), más conocido como José Azueta, fue un militar cadete mexicano, que luchó contra la Ocupación estadounidense de Veracruz el 21 de abril de 1914. Es uno de los héroes nacionales más venerados en Veracruz.

## Biografía

### Primeros años
Luis Felipe José Azueta Abad nació en Acapulco (Guerrero) el 2 de mayo de 1895. Fue hijo del comodoro Manuel Azueta Perillos y de Josefa Abad. Debido a la ocupación de su padre en el servicio militar, se trasladaron al puerto de Veracruz donde más tarde establecen su residencia.

### Educación
En Veracruz cursó la educación básica en la Escuela José Miguel Macías donde mostró aprovechamiento en el estudio y sobre todo muy buena disciplina y conducta.
A sus once años, su padre fue ascendido de capitán de navío a Director de la Escuela Naval Militar. Por aquellos años mostró afinidad por la profesión de su padre, dado que convivía con los cadetes de la naval.
Fue así que en 1909 comenzó a tomar clases impartidas en dicha escuela. A sus quince años, encontró más atractiva su carrera y se decidió por ella enviando su solicitud de ingreso al Secretario de Guerra y Marina el 1 de agosto de 1910 para ingresar en la Escuela Naval Militar. Al cumplir con los requisitos planteados, fue seleccionado para su ingreso y nombrado alumno interno el día 27 de agosto de la Escuela Naval Militar, dándose de alta el día 1 de septiembre.

## Cadete de la Heroica Escuela Naval Militar
El 13 de octubre de 1910, solicitó presentar los exámenes correspondientes de su primer año, debido a que ya se consideraba capacitado para hacerlos, así consiguió que se le otorgaran dando resultados satisfactorios.
Durante su estancia en dicha escuela, demostró su inquietud ganándose los arrestos domingueros a causa de su comportamiento.
En sus primeras prácticas navales, tuvo lugar sus primeros embarcos el 18 de junio de 1911 a bordo del velero Yucatán desembarcando en 18 de agosto y en el cañonero Morelos, el 16 de junio de 1912 transbordando al cañonero Bravo finalizando su viaje naval con su desembarco el 14 de agosto de ese año.
Realizó nuevamente otra navegación a bordo del velero Yucatán del 16 de junio al 31 de julio de 1913. El 23 de noviembre de ese mismo año, solicitó su baja ante el Secretario de Guerra y Marina para ser trasladado al Ejército como oficial de Artillería de la milicia permanente.
El día 9 de diciembre de 1913 dio su baja en la Escuela Naval Militar para darse de alta en la Batería Fija de Veracruz con despacho de "Teniente Táctico" de Artillería demostrando buena capacidad y aplicación, además de desempeñar una valiente y veraz actitud heroica que llegó a distinguirse y a perdurar entre los demás.

## Ocupación Estadounidense de Veracruz

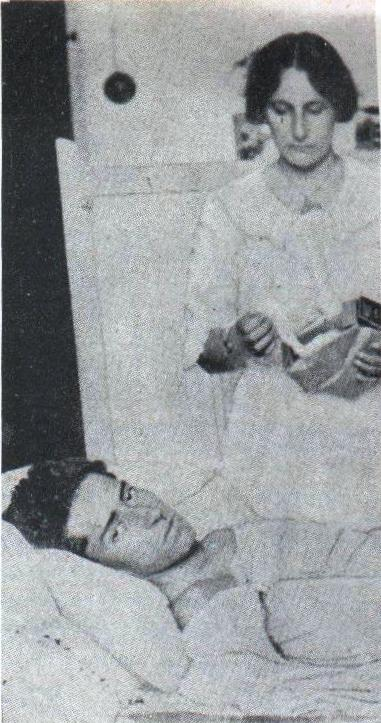
El teniente José Azueta Abad, acompañado en la foto por su hermana Rosario Azueta de Aladro, rechazó la atención médica ofrecida por el Almirante estadounidense Frank Friday Fletcher.

El 21 de abril de 1914, el puerto de Veracruz sufrió la invasión de tropas estadounidenses en lo que se ha llamado la Ocupación estadounidense de Veracruz. Para el mediodía, el Comodoro Manuel Azueta Perillos, padre de José, no habiendo aún recibido órdenes del general Gustavo A. Mass, comandante militar de la plaza, optó por preparar a los cadetes de la Escuela Naval para resistir la invasión y defender al puerto.
El 24 de abril, por disposición del Presidente de la República Victoriano Huerta, El Teniente José Azueta fue ascendido de inmediato al grado inmediato superior, expidiéndose despacho de Capitán Segundo Táctico de Artillería por su mérito desempeñado en combate.
El 29 de abril, es galardonado ante el agradecimiento nacional, con la Medalla de Oro de Condecoración Segunda Invasión Estadounidensse.
Decidió quedarse a un lado de su padre y de los cadetes de la Escuela Naval. Para ello, armado de una ametralladora, se instaló en la esquina de la calle de Esteban Morales y la avenida Landero y Coss, afuera del edificio de la Escuela Naval desde donde disparó ráfagas de metralla hacia las tropas invasoras que ocupaban la zona de la Aduana, originando muchos heridos en las tropas invasoras. Estando en ese puesto, fue herido por el marino estadounidense Joseph G. Harner, quien le disparó desde un muro de las bodegas de la Aduana, a unos 150-200 metros de distancia. 

[…] 

Lo vimos levantar su ametralladora y colocarse en medio de la citada calle [Landero y Coss] y teniendo a su espalda la esquina del Instituto Veracruzano enfilar la esquina de carnicerías, volviendo a dirigir sus fuegos sobre el enemigo que hacía fuego desde la aduana. Poco tiempo aguantó en esta nueva y descubierta posición, cayendo acribillado por tres balazos en las dos piernas y en un brazo, víctima de su arrojo y amor por su Patria y por su padre, pues por estos dos nobles sentimientos él se quedó y no evacuó la plaza siguiendo a su batería cuya retirada protegió.

Siendo rescatado del campo de batalla, tras ser llevado al hospital de sangre y finalmente a la casa de su hermana Rosario.
Después de la batalla el Almirante estadounidense, Frank Friday Fletcher escuchó de las acciones de Azueta quiso dialogar con él a través de un mensajero, solicitando si podría visitar al defensor caído y mostrarle sus respetos. Azueta era atendido por uno de los mejores médicos del puerto el Dr. Roberto Reyes Barreiro, quién negó a Fletcher su visita, diciendo: si el estadounidense entra a mi casa, o lo mató o él me mata. Fletcher le ofreció su médico personal para atenderlo, ayuda ofrecida por el servicio médico de ocupación que fue rechazada. Solo el único médico que lo atendío fue el Dr. Rafael Cuervo Xicoy al cual la faltaban insumos para poder atender adecuadamente a Azueta. Al momento de su muerte, el teniente Azueta estaba siendo atendido por el cirujano Reyes Barreiro.
Por tratarse del hijo del Comodoro, el almirante estadounidense, Frank Friday Fletcher, ofreció servicios médicos, pero el joven Azueta se negó a ser atendido por ellos.
El 1 de mayo, fue expedida por el presidente de la República, la Cruz 3.ª Clase del Mérito Militar al Capitán Segundo de Artillería José Azueta por haber protegido en combate el retiro de la batería. Tal hecho, fue señalado por Mass hacia el Secretario de Guerra y Marina; hecho falso al comprobarse que la batería ya se había retirado mucho tiempo antes. El único motivo del Teniente José Azueta fue el de combatir a los invasores en defensa de la plaza.

## Muerte

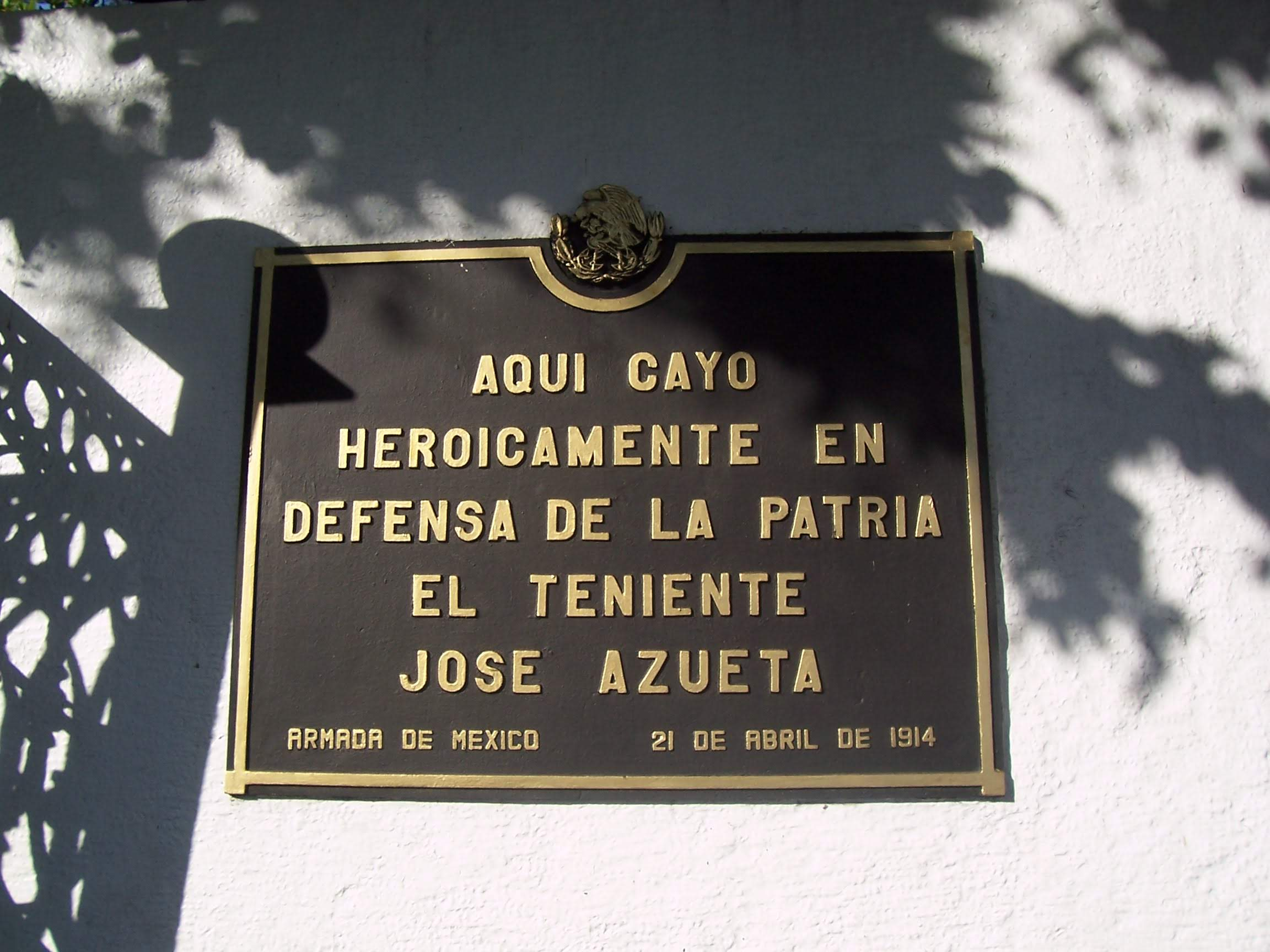
Placa conmemorativa.

Después de los reconocimientos recibidos, y a causa de las graves heridas recibidas en combate, José Azueta fallece a las 16:10 horas del 10 de mayo de 1914 a la edad de 19 años. Al morir el C.S. de A. José Azueta, el cónsul de los Estados Unidos en Veracruz William W. Canada informa a su padre el Comodoro Manuel Azueta, quien para entonces se encontraba en la Ciudad de México, del sensible fallecimiento de su hijo. Durante su funeral cientos de ciudadanos marcharon cargando su féretro sobre los hombros hacia el Cementerio de la Ciudad, desafiando a las autoridades de la ocupación en asambleas amenazantes.

## Honores
En el Puerto de Veracruz, existen jardín de niños, escuela primaria, una secundaria federal, así como una calle y una colonia llevan su nombre. Hay una estatua con una copia de la ametralladora con la cual se enfrentó a los invasores estadounidenses, afuera del Edificio del Faro Presidente Venustiano Carranza, muy cerca de la antigua escuela Naval en donde se tuvo el enfrentamiento.